# Nastri d'argento 1993
La 48ª edición de los premios Nastro d'argento se realizó en 1993.

## Ganadores y candidatos
Los ganadores están indicados en negrita, seguidos por los otros candidatos.

### Director de la mejor película
- Gianni Amelio - El ladrón de niños
- Maurizio Zaccaro - El valle de piedra
- Pupi Avati - Hermanos y hermanas
- Mario Monicelli - Parientes serpientes
- Carlo Mazzacurati - Otra vida

### Mejor director novel
- Mario Martone - Muerte de un matemático napoletano
- Pasquale Pozzessere - Hacia el sur
- Aurelio Grimaldi - El descenso de Aclà en Floristella
- Carlo Carlei - La fuga del inocente
- Marco Bechis - Alambrado

### Mejor productor
- Ángel Rizzoli - por el conjunto de la producción

### Mejor libreto
- Filippo Ascione, Leonardo Bienvenidos, Piero De Bernardi y Carlo Verdone - Al lobo al lobo

### Mejor guion
- Gianni Amelio, Sandro Petraglia y Stefano Rulli - El ladrón de niños

### Mejor actriz protagonista
- Antonella Ponziani - Hacia el sur
- Anna Bonaiuto - Hermanos y hermanas
- Asia Plata - Las amigas del corazón
- Stefania Sandrelli - Jamón, jamón
- Francesca Neri - Al lobo al lobo

### Mejor actor protagonista
- Diego Abatantuono - Puerto Escondido
- Claudio Amendola - Otra vida
- Carlo Cecchi - Muerte de un matemático napoletano
- Enrico Lo Verso - El ladrón de niños
- Carlo Verdone - Al lobo al lobo

### Mejor actriz secundaria
- Paola Quattrini - Hermanos y hermanas
- Monica Scattini - Otra vida
- Clara Caselli - Sábado italiano
- Isa Danieli - Esperemos que me las arregle
- Amanda Sandrelli, Giuliana De Sio, Nadia Rinaldi, Sabrina Ferilli y Serena Grandi - Centro histórico[1]

### Mejor actor secundario
- Renato Carpentieri - Puerto Escondido
- Ángel Orlando - Ladrones de futuro
- Tony Sperandeo - El descenso de Aclà en Floristella
- Ivano Marescotti - Cuatro hijos únicos
- Eros Pagni - Personas de bien

### Mejor música
- Manuel De Sica - Al lobo al lobo

### Mejor fotografía
- Carlo Di Palma - Sombras y niebla

### Mejor escenografía
- Luciana Arrighi - Casa Howard

### Mejor vestuario
- Lina Nerli Taviani - Parientes serpientes

### Mejores doblajes femenino y masculino
- Carla Cassola - para la voz de Tilda Swinton en Orlando
- Máximo Corvo - para la voz de la bestia en La bella y la bestia y para la voz de Harvey Keitel en Las hienas

### Director del mejor cortometraje
- Valerio Iría - El regalo de los Magos

### Mejor productor de cortometrajes
- Laurentina Guidotti y Demetrio Loricchio - Una pieza diverso

### Director de la mejor película extranjera
- Robert Altman - Los protagonistas (The Player)
- Oliver Stone - JFK - Un caso todavía abierto (JFK)
- James Ivory - Casa Howard (Howards End)
- Tim Burton - Batman - El regreso (Batman Returns)
- Tim Robbins - Bob Roberts

### Nastro d'argento europeo
- Aki Kaurismäki - Vida de bohemio
- Claude Sautet - Un corazón en invierno
- Sally Potter - Orlando
- Wim Wenders - Hasta el fin del mundo
- Alain Corneau - Todas las mañanas del mundo